# Вертяков Кирило Романович
Кирило Романович Вертяков (14 лютого 1922, хутір Михайлівка, Сарактаський район, Оренбурзька область  — 12 червня 1983) — радянський військовий, Герой Радянського Союзу (1943).

## Життєпис
Народився у селянській родині. Мордвин. Мав початкову освіту. Працював у колгоспі.
Учасник 2-ї Світової війни. В армії від 1941, на фронті від лютого 1942. Відзначився у вересні 1943 під час форсування Дніпра поблизу с. Дніпровське Чернігівського району.
Після війни жив і працював у с. Яковлєвка.